# Máximo San Juan
Máximo San Juan Arranz, Máximo (Mambrilla de Castrejón, Burgos, 18 de febrero de 1932-Madrid, 28 de diciembre de 2014) fue un viñetista, dibujante y escritor español.

## Biografía
Nació en Mambrilla de Castrejón el 18 de febrero de 1933, pero posteriormente se trasladó a vivir a Valladolid, donde realizó sus estudios primarios y empezó Peritaje Industrial, que no llegó a terminar. Tras realizar unos cursos de radio, trabajó en la Cadena Azul de Radiodifusión. Durante treinta años (1977-2007) tuvo una viñeta editorial diaria en El País. En abril de 2008 se incorporó al diario ABC. Como humorista político era con frecuencia elíptico, abstracto, reflexivo e intelectual.
Desarrolló una amplia carrera de dibujante, humorista y escritor, destacando sobre todo los miles de dibujos y textos publicados en las revistas y periódicos más relevantes en el panorama nacional: La Codorniz, Por Favor, Pueblo, Triunfo, Interviú, La Vanguardia o El País. En el año 2008 se le concedió el Premio Internacional de Humor Gat Perich de Honor.
Era padre del actor Alberto San Juan.

## Obras
- Historias Impávidas
- Este País
- Carta abierta a la censura
- Diario Apócrifo
- Animales políticos
- No a la OTAN y otros incordios
- Hipótesis
- El poder y viceversa